# Vláda Antonína Zápotockého a Viliama Širokého
Vláda Antonína Zápotockého a Viliama Širokého existovala v období 15. června 1948 do 12. prosince 1954.
21. března 1953 došlo k výměně na postu předsedy vlády v důsledku předchozího zvolení Antonína Zápotockého prezidentem republiky. Odstoupení předsedy vlády tedy nutně neznamenalo demisi celého kabinetu.

## Zastoupení stran ve vládě

### Počet ministrů

#### Při jmenování
| - KSČ | 16 |
| - ČSS | 2  |
| - ČSL | 2  |
| - SSO | 1  |
| - SSL | 1  |

#### Při odchodu z úřadu
| - KSČ | 26 |
| - ČSS | 2  |
| - ČSL | 2  |
| - SSO | 1  |

## Složení vlády
| Portfej                                       | Ministr            | Člen strany       | Člen strany      | Nástup do úřadu   | Odchod z úřadu     |
| --------------------------------------------- | ------------------ | ----------------- | ---------------- | ----------------- | ------------------ |
| Předseda vlády                                | Antonín Zápotocký  |                   | KSČ              | 15. června 1948   | 21. března 1953    |
| Předseda vlády                                | Viliam Široký      |                   | KSČ              | 21. března 1953   | 12. prosince 1954  |
| Náměstek předsedy vlády                       | Viliam Široký      |                   | KSČ              | 15. června 1948   | 21. března 1953    |
| Náměstek předsedy vlády                       | Zdeněk Fierlinger  |                   | KSČ              | 15. června 1948   | 14. září 1953      |
| Náměstek předsedy vlády                       | Ján Ševčík         |                   | SSO              | 15. června 1948   | 29. května 1952    |
| Náměstek předsedy vlády                       | Ludvík Svoboda     |                   | KSČ              | 25. dubna 1950    | 8. září 1951       |
| Náměstek předsedy vlády                       | Rudolf Slánský     |                   | KSČ              | 8. září 1951      | 24. listopadu 1951 |
| Náměstek předsedy vlády                       | Jaromír Dolanský   |                   | KSČ              | 21. prosince 1951 | 14. září 1953      |
| Náměstek předsedy vlády                       | Jozef Kyselý       |                   | SSO              | 4. června 1952    | 31. ledna 1953     |
| Náměstek předsedy vlády                       | Antonín Novotný    |                   | KSČ              | 31. ledna 1953    | 14. září 1953      |
| Náměstek předsedy vlády                       | Zdeněk Nejedlý     |                   | KSČ              | 31. ledna 1953    | 14. září 1953      |
| Náměstek předsedy vlády                       | Karol Bacílek      |                   | KSČ              | 31. ledna 1953    | 14. září 1953      |
| Náměstek předsedy vlády                       | Alexej Čepička     |                   | KSČ              | 31. ledna 1953    | 14. září 1953      |
| Náměstek předsedy vlády                       | Jindřich Uher      |                   | KSČ              | 31. ledna 1953    | 12. prosince 1954  |
| Náměstek předsedy vlády                       | Václav Kopecký     |                   | KSČ              | 31. ledna 1953    | 12. prosince 1954  |
| Náměstek předsedy vlády                       | Oldřich Beran      |                   | KSČ              | 24. března 1953   | 14. září 1953      |
| Náměstek předsedy vlády                       | Rudolf Barák       |                   | KSČ              | 24. března 1953   | 14. září 1953      |
| První náměstek                                | Jaromír Dolanský   |                   | KSČ              | 14. září 1953     | 12. prosince 1954  |
| První náměstek                                | Alexej Čepička     |                   | KSČ              | 14. září 1953     | 12. prosince 1954  |
| Ministr zahraničních věcí                     | Vladimír Clementis |                   | KSČ              | 15. června 1948   | 18. března 1950    |
| Ministr zahraničních věcí                     | Viliam Široký      |                   | KSČ              | 18. března 1950   | 31. ledna 1953     |
| Ministr zahraničních věcí                     | Václav David       |                   | KSČ              | 31. ledna 1953    | 12. prosince 1954  |
| Ministr národní obrany                        | Ludvík Svoboda     |                   | KSČ              | 15. června 1948   | 25. dubna 1950     |
| Ministr národní obrany                        | Alexej Čepička     |                   | KSČ              | 25. dubna 1950    | 12. prosince 1954  |
| Ministr zahraničního obchodu                  | Antonín Gregor     |                   | KSČ              | 15. června 1948   | 2. prosince 1952   |
| Ministr zahraničního obchodu                  | Richard Dvořák     |                   | KSČ              | 2. prosince 1952  | 12. prosince 1954  |
| Ministr vnitra                                | Václav Nosek       |                   | KSČ              | 15. června 1948   | 14. září 1953      |
| Ministr vnitra                                | Rudolf Barák       |                   | KSČ              | 14. září 1953     | 12. prosince 1954  |
| Ministr financí                               | Jaromír Dolanský   |                   | KSČ              | 15. června 1948   | 5. dubna 1949      |
| Ministr financí                               | Jaroslav Kabeš     |                   | KSČ              | 5. dubna 1949     | 14. září 1953      |
| Ministr financí                               | Július Ďuriš       |                   | KSČ              | 14. září 1953     | 12. prosince 1954  |
| Ministr vysokých škol                         | Ladislav Štoll     |                   | KSČ              | 31. ledna 1953    | 14. září 1953      |
| Ministr školství a osvěty                     | Zdeněk Nejedlý     |                   | KSČ              | 15. června 1948   | 31. ledna 1953     |
| Ministr školství a osvěty                     | Ernest Sýkora      |                   | KSČ              | 31. ledna 1953    | 14. září 1953      |
| Ministr školství a osvěty                     | Ladislav Štoll     |                   | KSČ              | 14. září 1953     | 12. prosince 1954  |
| Ministr spravedlnosti                         | Alexej Čepička     |                   | KSČ              | 15. června 1948   | 25. dubna 1950     |
| Ministr spravedlnosti                         | Štefan Rais        |                   | KSČ              | 25. dubna 1950    | 14. září 1953      |
| Ministr spravedlnosti                         | Václav Škoda       |                   | KSČ              | 14. září 1953     | 12. prosince 1954  |
| Ministr informací                             | Václav Kopecký     |                   | KSČ              | 15. června 1948   | 31. ledna 1953     |
| Ministr kultury                               | Václav Kopecký     | 14. září 1953     | KSČ              | 12. prosince 1954 |                    |
| Ministr průmyslu (těžkého průmyslu)           | Gustav Kliment     |                   | KSČ              | 15. června 1948   | 1. srpna 1952      |
| Ministr průmyslu (těžkého průmyslu)           | Július Maurer      |                   | KSČ              | 1. srpna 1952     | 31. ledna 1953     |
| Ministr průmyslu (těžkého průmyslu)           | Karel Poláček      |                   | KSČ              | 31. ledna 1953    | 12. prosince 1954  |
| Ministr lehkého průmyslu                      | Josef Jonáš        |                   | KSČ              | 20. prosince 1950 | 8. září 1951       |
| Ministr lehkého průmyslu                      | Alois Málek        |                   | KSČ              | 8. září 1951      | 12. prosince 1954  |
| Ministr zemědělství                           | Július Ďuriš       |                   | KSČ              | 15. června 1948   | 10. září 1951      |
| Ministr zemědělství                           | Josef Nepomucký    |                   | KSČ              | 10. září 1951     | 14. září 1953      |
| Ministr zemědělství                           | Jindřich Uher      |                   | KSČ              | 14. září 1953     | 12. prosince 1954  |
| Ministr vnitřního obchodu                     | František Krajčír  |                   | KSČ              | 15. června 1948   | 12. prosince 1954  |
| Ministr výkupu                                | Josef Krosnář      |                   | KSČ              | 28. května 1952   | 12. prosince 1954  |
| Ministr dopravy                               | Alois Petr         |                   | ČSL              | 15. června 1948   | 14. prosince 1951  |
| Ministr dopravy                               | Antonín Pospíšil   |                   | ČSL              | 21. prosince 1951 | 12. prosince 1954  |
| Ministr pošt (od 30. dubna 1952 spojů)        | Alois Neuman       |                   | ČSS              | 15. června 1948   | 12. prosince 1954  |
| Ministr sociální péče (pracovních sil)        | Evžen Erban        |                   | KSČ              | 15. června 1948   | 8. září 1951       |
| Ministr sociální péče (pracovních sil)        | Jaroslav Havelka   |                   | KSČ              | 8. září 1951      | 14. září 1953      |
| Ministr sociální péče (pracovních sil)        | Václav Nosek       |                   | KSČ              | 14. září 1953     | 12. prosince 1954  |
| Ministr zdravotnictví                         | Josef Plojhar      |                   | ČSL, tajně i KSČ | 15. června 1948   | 12. prosince 1954  |
| Ministr techniky                              | Emanuel Šlechta    |                   | ČSS              | 15. června 1948   | 20. prosince 1950  |
| Ministr stavebního průmyslu (stavebnictví)    | Emanuel Šlechta    | 20. prosince 1950 | ČSS              | 12. prosince 1954 |                    |
| Ministryně výživy (potravinářského průmyslu)  | Ludmila Jankovcová |                   | KSČ              | 15. června 1948   | 12. prosince 1954  |
| Ministr pro sjednocení zákonů                 | Vavro Šrobár       |                   | Strana svobody   | 15. června 1948   | 6. prosince 1950   |
| Ministr národní bezpečnosti                   | Ladislav Kopřiva   |                   | KSČ              | 23. května 1950   | 23. ledna 1952     |
| Ministr národní bezpečnosti                   | Karol Bacílek      |                   | KSČ              | 23. ledna 1952    | 14. září 1953      |
| Ministr státní kontroly                       | Karol Bacílek      |                   | KSČ              | 8. září 1951      | 23. ledna 1952     |
| Ministr státní kontroly                       | Jan Harus          |                   | KSČ              | 23. ledna 1952    | 14. září 1953      |
| Ministr státní kontroly                       | Oldřich Beran      |                   | KSČ              | 14. září 1953     | 12. prosince 1954  |
| Ministr paliv a energetiky                    | Václav Pokorný     |                   | KSČ              | 8. září 1951      | 14. září 1953      |
| Ministr paliv a energetiky                    | Josef Jonáš        |                   | KSČ              | 14. září 1953     | 12. prosince 1954  |
| Ministr hutního průmyslu a rudných dolů       | Jan Bílek          |                   | KSČ              | 8. září 1951      | 24. března 1953    |
| Ministr hutního průmyslu a rudných dolů       | Josef Reitmajer    |                   | KSČ              | 24. března 1953   | 12. prosince 1954  |
| Ministr lesů a dřevařského průmyslu           | Marek Smida        |                   | KSČ              | 8. září 1951      | 31. ledna 1953     |
| Ministr lesů a dřevařského průmyslu           | Július Ďuriš       |                   | KSČ              | 31. ledna 1953    | 14. září 1953      |
| Ministr lesů a dřevařského průmyslu           | Marek Smida        |                   | KSČ              | 14. září 1953     | 12. prosince 1954  |
| Ministr chemického průmyslu                   | Jozef Púčik        |                   | KSČ              | 8. září 1951      | 21. prosince 1951  |
| Ministr chemického průmyslu                   | Otakar Šimůnek     |                   | KSČ              | 21. prosince 1951 | 22. června 1954    |
| Ministr chemického průmyslu                   | Jozef Púčik        |                   | KSČ              | 22. června 1954   | 12. prosince 1954  |
| Ministr železnic                              | Josef Pospíšil     |                   | KSČ              | 1. srpna 1952     | 14. září 1953      |
| Ministr stavebních hmot                       | Jozef Kyselý       |                   | SSO              | 31. ledna 1953    | 14. září 1953      |
| Ministr místního hospodářství                 | Jozef Kyselý       | 14. září 1953     | SSO              | 12. prosince 1954 |                    |
| Ministr státních statků                       | Marek Smida        |                   | KSČ              | 31. ledna 1953    | 14. září 1953      |
| Ministr energetiky                            | Bohumil Šrámek     |                   | KSČ              | 31. ledna 1953    | 14. září 1953      |
| Ministr bez portfeje                          | Július Maurer      |                   | KSČ              | 31. ledna 1953    | 12. prosince 1954  |
| Ministr bez portfeje                          | Zdeněk Nejedlý     |                   | KSČ              | 14. září 1953     | 12. prosince 1954  |
| Ministr a předseda Státního úřadu plánovacího | Jaromír Dolanský   |                   | KSČ              | 5. dubna 1949     | 21. prosince 1951  |
| Ministr a předseda Státního úřadu plánovacího | Jozef Púčik        |                   | KSČ              | 21. prosince 1951 | 22. června 1954    |
| Ministr a předseda Státního úřadu plánovacího | Otakar Šimůnek     |                   | KSČ              | 22. června 1954   | 12. prosince 1954  |